# You Don't Seem to Miss Me
"You Don't Seem to Miss Me" ("No pareces echarme de menos") es una canción escrita por Jim Lauderdale, y grabada por la artista americana de música country Patty Loveless, con George Jones a las voces de fondo. Fue publicada en septiembre de 1997 como el primer sencillo de su álbum "Long Stretch of Lonesome".
La canción estuvo durante 20 semanas en la lista Billboard Hot Country Singles and Tracks , logrando el número 14 durante la semana del 13 de diciembre de 1997.

## Posiciones en listas
| Lista (1997) Billboard Hot Country Singles and Tracks | Puesto más alto 14 |
| ----------------------------------------------------- | ------------------ |